# Lijst van rijksmonumenten in Steenbergen (gemeente)
De gemeente Steenbergen, in de Nederlandse provincie Noord-Brabant, telt 44 inschrijvingen in het rijksmonumentenregister. Hieronder een overzicht. 

## De Heen
De plaats De Heen telt 3 inschrijving in het rijksmonumentenregister.
| Object | Oorspronkelijke functie?  | Bouwjaar              | Architect | Locatie              | Coördinaten?                  | Nr.?   | Afbeelding |
| --- | ------------------------- | --------------------- | --------- | -------------------- | ----------------------------- | ------ | --- |
| Fort Henricus | Fort, vesting en -onderdl | 1622-1626             |           | Schansdijk bij 5     | 51° 36' 0" NB, 4° 18' 21" OL  | 526928 | Fort Henricus |
| Pand met verdieping en pannen wolfdak                                                                                      | Bedrijfs-,fabriekswoning  | eerste helft 19e eeuw |           | Beneden Sasweg 8     | 51° 37' 32" NB, 4° 15' 17" OL | 34516  | Meer afbeeldingen |
| Gemetselde sluishoofden met hardstenen hoekblokken en blokken voor de aanslagen van de deuren, op een houten paalfundering | Waterweg, werf en haven   | 1833                  |           | Beneden Sasweg bij 8 | 51° 37' 30" NB, 4° 15' 20" OL | 34518  | Gemetselde sluishoofden met hardstenen hoekblokken en blokken voor de aanslagen van de deuren, op een houten paalfundering |

## Dinteloord
De plaats Dinteloord telt 15 inschrijvingen in het rijksmonumentenregister. Zie Lijst van rijksmonumenten in Dinteloord voor een overzicht.

## Kruisland
De plaats Kruisland telt 4 inschrijvingen in het rijksmonumentenregister.
| Object                                                                                              | Oorspronkelijke functie? | Bouwjaar  | Architect | Locatie            | Coördinaten?                  | Nr.?   | Afbeelding                                                                                          |
| --------------------------------------------------------------------------------------------------- | ------------------------ | --------- | --------- | ------------------ | ----------------------------- | ------ | --------------------------------------------------------------------------------------------------- |
| Boerderijcomplex: Woonhuis in ambachtelijk-Ttraditionele bouwstijl met neoclassicistische elementen | Woonhuis                 | 1890-1900 |           | Langeweg 63        | 51° 34' 33" NB, 4° 24' 5" OL  | 519456 | Boerderijcomplex: Woonhuis in ambachtelijk-Ttraditionele bouwstijl met neoclassicistische elementen |
| Boerderijcomplex: Wagenschuur                                                                       | Boerderij                | 1875-1900 |           | Langeweg 63        | 51° 34' 33" NB, 4° 24' 5" OL  | 519457 | Boerderijcomplex: Wagenschuur                                                                       |
| De Heenwerf: woning                                                                                 | Woonhuis                 | 1914      |           | Kruislandsedijk 38 | 51° 35' 23" NB, 4° 22' 40" OL | 519477 | De Heenwerf: woning                                                                                 |
| De Heenwerf: schuur                                                                                 | Boerderij                | 1939      |           | Kruislandsedijk 38 | 51° 35' 23" NB, 4° 22' 40" OL | 519478 | De Heenwerf: schuur                                                                                 |

## Nieuw-Vossemeer
De plaats Nieuw-Vossemeer telt 10 inschrijvingen in het rijksmonumentenregister. Zie Lijst van rijksmonumenten in Nieuw-Vossemeer voor een overzicht.

## Steenbergen
De stad Steenbergen telt 12 inschrijvingen in het rijksmonumentenregister. Zie Lijst van rijksmonumenten in Steenbergen (plaats) voor een overzicht.
's-Hertogenbosch ·
Alphen-Chaam ·
Altena ·
Asten ·
Baarle-Nassau ·
Bergeijk ·
Bergen op Zoom ·
Bernheze ·
Best ·
Bladel ·
Boekel ·
Boxtel ·
Breda ·
Cranendonck ·
Deurne ·
Dongen ·
Drimmelen ·
Eersel ·
Eindhoven ·
Etten-Leur ·
Geertruidenberg ·
Geldrop-Mierlo ·
Gemert-Bakel ·
Gilze en Rijen ·
Goirle ·
Halderberge ·
Heeze-Leende ·
Helmond ·
Heusden ·
Hilvarenbeek ·
Laarbeek ·
Land van Cuijk ·
Loon op Zand ·
Maashorst ·
Meierijstad ·
Moerdijk ·
Nuenen, Gerwen en Nederwetten ·
Oirschot ·
Oisterwijk ·
Oosterhout ·
Oss ·
Reusel-De Mierden ·
Roosendaal ·
Rucphen ·
Sint-Michielsgestel ·
Someren ·
Son en Breugel ·
Steenbergen ·
Tilburg ·
Valkenswaard ·
Veldhoven ·
Vught ·
Waalre ·
Waalwijk ·
Woensdrecht ·
Zundert